# دمیترو توتیچنکو
دمیترو توتیچنکو (اوکراینی: Дмитро Павлович Тутиченко؛ زادهٔ ۵ مارس ۱۹۷۰) بازیکن فوتبال اهل اوکراین است.
از باشگاه‌هایی که در آن بازی کرده‌است می‌توان به باشگاه فوتبال الیستا، باشگاه فوتبال دنیپرو، و باشگاه فوتبال سغد جیزک اشاره کرد.